# Müüsleri
Müüsleri är en ort i Estland. Den ligger i Kareda kommun och landskapet Järvamaa, i den centrala delen av landet, 90 km sydost om huvudstaden Tallinn. Müüsleri ligger 90 meter över havet och antalet invånare är 128.
Terrängen runt Müüsleri är mycket platt. Runt Müüsleri är det mycket glesbefolkat, med 6 invånare per kvadratkilometer. Närmaste större samhälle är Koeru, 8,7 km nordost om Müüsleri. I omgivningarna runt Müüsleri växer i huvudsak blandskog.